# Великанов, Александр Александрович (писатель)
Алекса́ндр Алекса́ндрович Велика́нов (11 [23] февраля 1898, с. Голицыно, Саратовская губерния — 5 сентября 1977, Гороховец, Владимирская область) — советский писатель, участник Первой мировой, Гражданской и Великой Отечественной войн.

## Биография
Родился в 1898 году в с. Голицыно Балашовского уезда в крестьянской семье. Окончил 1-е Саратовское Александро-Мариинское реальное училище.
С 1916 по 1917 год на фронтах Первой мировой войны.
В июне 1918 года вступил добровольцем в ряды Красной Армии. Участвовал в Гражданской войне (1918—1920), служил в Чапаевской дивизии, затем в Туркестане. Участник в боях с басмачами, был награждён орденом Красного полумесяца Бухарской Народной Советской Республики III степени (1925). В 1923 году демобилизован по болезни.
Работал учителем, заведующим районным отделом народного образования.
Начал литературную деятельность в 1925 году.
В 1941 году ушёл добровольцем на фронт. Воевал с июня 1941 по октябрь 1943 и с июня 1944 года до Победы над Германией на Западном, Брянском, 2-м Белорусском фронтах. С сентября 1941 года служил в 113-м Отдельном автотранспортном батальоне 13-го района авиационного базирования на должностях командира автороты, помощника командира автобата по технической части. С июля 1943 года майор Великанов — командир автобата.
Награждён орденами Отечественной войны и Красной Звезды, медалями.
После демобилизации в 1946 году проживал в Горьковской области, где Волго-Вятским книжным издательством были изданы несколько его книг.
Член Союза писателей СССР с 1962 года.
Затем в 1969 году переехал в Гороховец, где занимался литературной деятельностью, один из основателей литературной группы «Исток» при редакции районной газеты.
Умер 5 сентября 1977 года в Гороховце.

## Награды
- Орден Красной Звезды (Бухарская НСР) III степени (1925 г.)
- Орден Отечественной войны II степени (12 июня 1945)[7]
- Орден Красной Звезды (20 сентября 1944) — за Могилёвскую операцию.[5]
- Медали:
  - «За оборону Москвы» (1944),
  - «За взятие Кенигсберга»,
  - «За победу над Германией»,
  - Юбилейная медаль «Двадцать лет Победы в Великой Отечественной войне 1941—1945 гг.».